# گرایفنهاگن
گرایفنهاگن (به آلمانی: Greifenhagen) یک منطقهٔ مسکونی در آلمان است که در آرناشتاین، زاکسن-آنهالت واقع شده‌است. گرایفنهاگن ۲۷۱ نفر جمعیت دارد.